# 朝阳门 (北京)
39°55′26″N 116°26′01″E / 39.92384699999999°N 116.433593°E

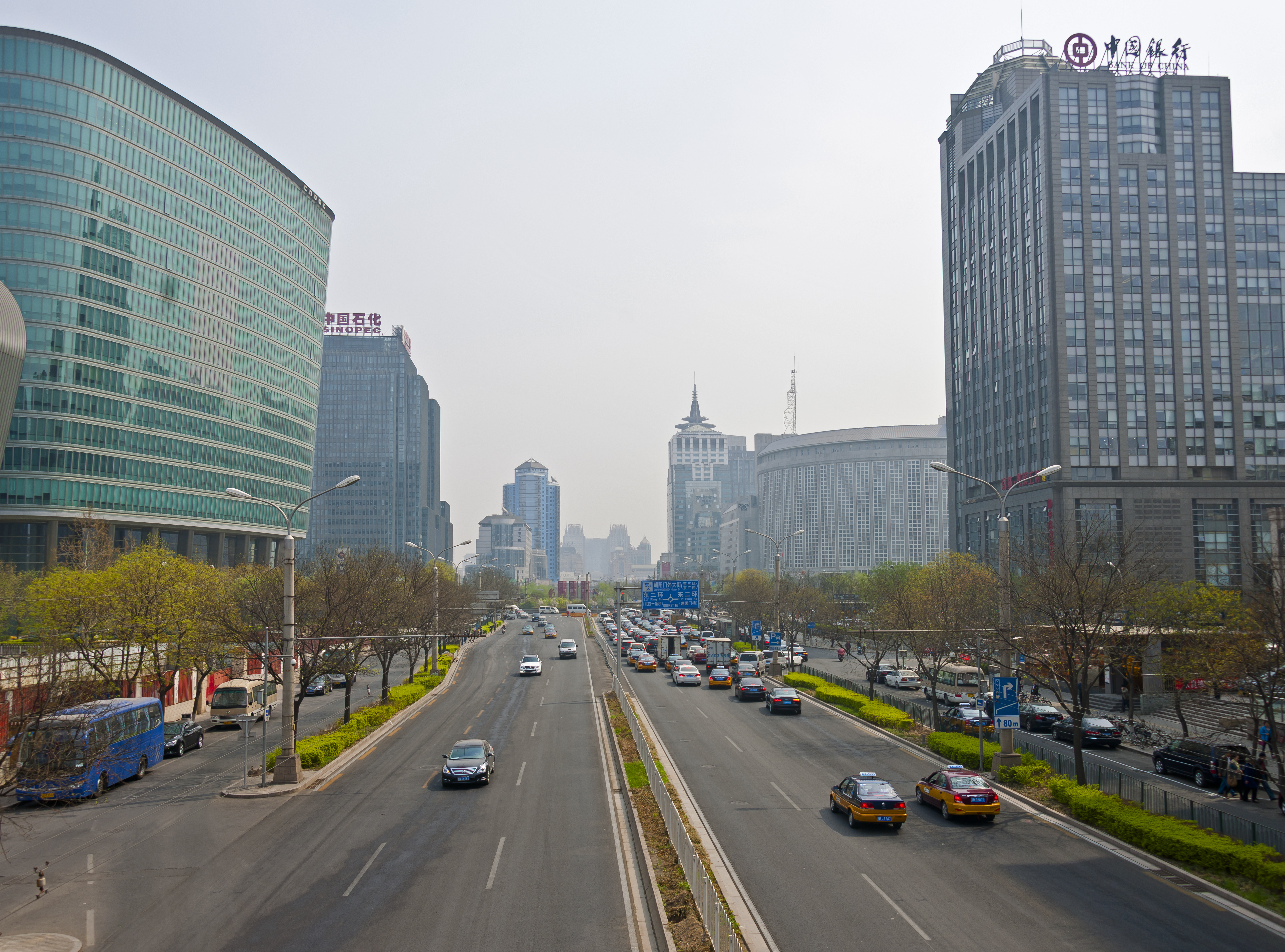
今日的朝阳门位置

朝陽門，原名齐化门，历史上是北京內城九門之一，位於內城東垣正中，现已拆毁。目前是北京二环路上一处地理坐标。北京地铁设有同名地铁站，是地铁2号线与6号线的换乘站。
历史上的朝阳门城樓、箭樓形制與崇文門相似，城樓寬31.35米，深19.2米，城樓連同城台通高32米。瓮城寬68米，深62米，北側辟閘樓、券門，朝陽門關帝廟位於瓮城東北角，南向。

## 历史
朝陽門原址為元大都齊化門。民間俗稱亦為齊化門。1368年9月14日，明朝军队从齐化门攻入元大都，元朝灭亡。朝陽門名字來於其門面向東方，每天都迎接京城的朝陽，故名。1900年朝陽門箭樓被日軍火炮擊毀，1903年重建。1915年修建環城鐵路時拆除瓮城。1953年拆除城樓及其城台。1958年拆除箭樓。
朝陽門是北京的糧門，多走糧車。原因是該門離京杭大運河通惠河段很近，南方通過京杭大運河運來的漕糧都由此門入城，存放在朝陽門內的幾座大倉庫內。也正因如此，朝陽門的標誌是瓮城門洞上所刻的一枝穀穗。朝陽門也有「杜門」的別稱，有休息的意思。

## 讀音
永樂中念zhao（ㄓㄠ，音「昭」），英宗以百姓多口誤改chao（ㄔㄠˊ，音「巢」）。